# 雨氷

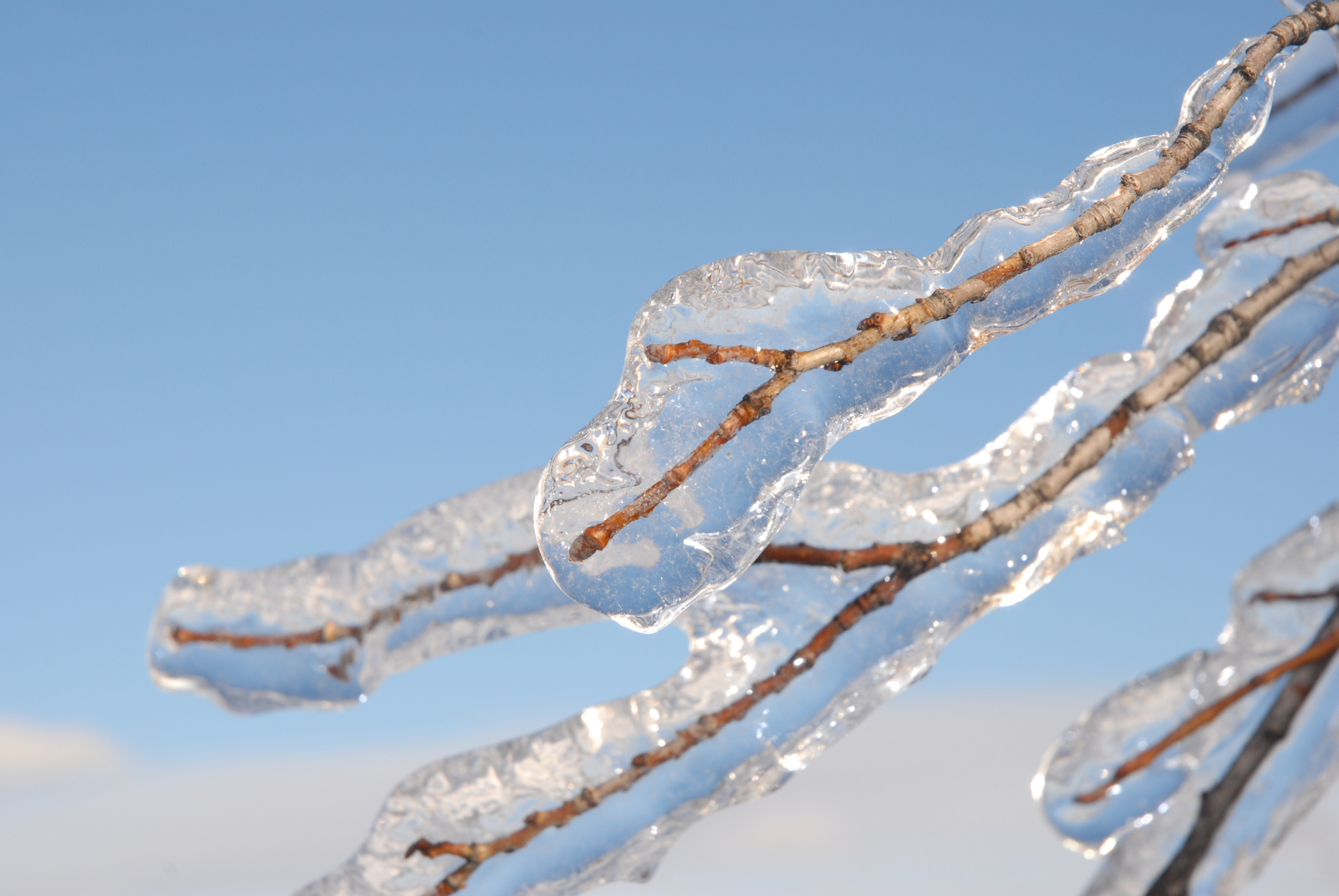
雨氷が形成された枝先

雨氷（、英: glaze）は、0℃以下でも凍っていない過冷却状態の雨（着氷性の雨）が地面や木などの物体に付着することをきっかけに凍って形成される硬く透明な氷のこと。着氷現象の一種でもある。

## 概要

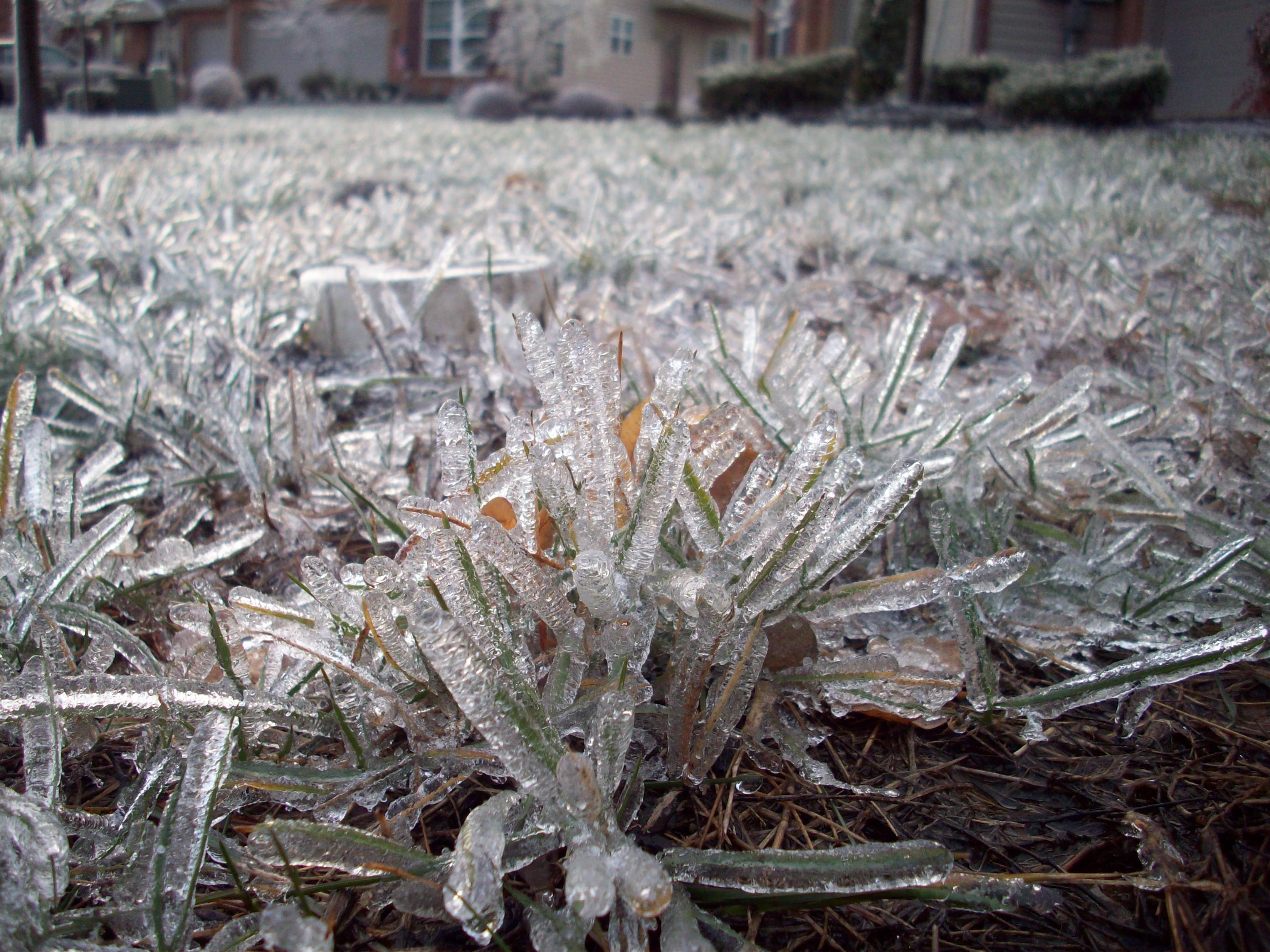
芝生にとげのように形成された雨氷

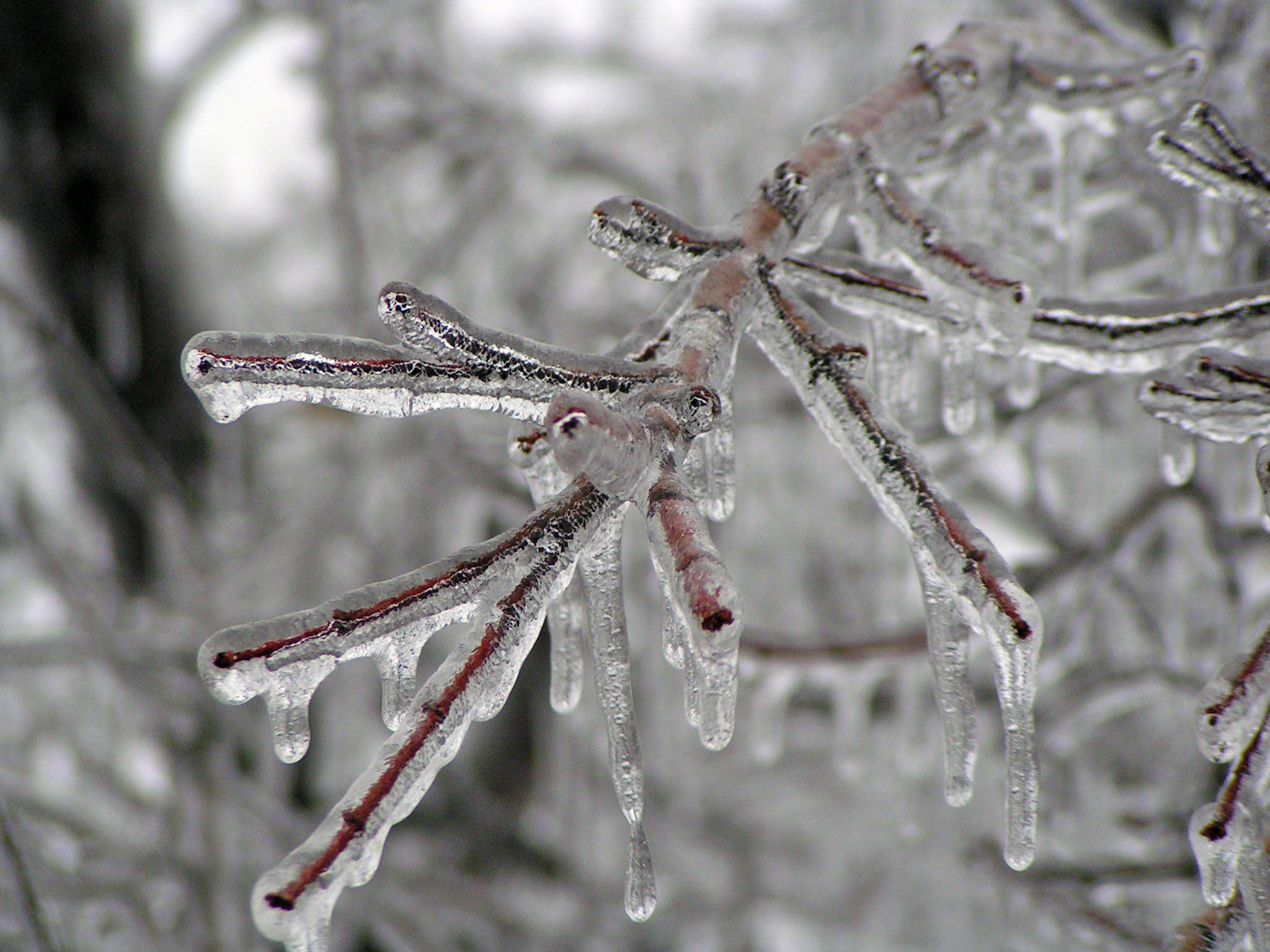
木の枝全体に形成され垂れ下がった雨氷。このように垂れ下がった形で凍ることもある。

### 過冷却と凍結
水は凝固点（標準気圧の下で0 °C）以下に温度を下げると氷になる。しかし、ある条件下では凝固点を下回っても凍らないことがある。このような現象を過冷却という。水の過冷却は平衡状態への緩和が遅く、液体として準安定的に存在できる場合に起こる。
自然界では、雲や霧を構成する水滴のように3 から数百 μmの大きさでは−20 °C程度まで、雨粒のように数百 μmから数 mmの大きさでは−4 °C程度まで、過冷却のものが存在することが知られている。
雨粒がこのような過冷却状態にある雨を着氷性の雨という。なお、直径0.5 mm以下の雨粒からなる雨を霧雨というが、同様に過冷却状態にある霧雨を着氷性の霧雨という。本項目ではこれ以降、特に注記がない場合は「着氷性の雨」には霧雨も含めることとする。過冷却状態の水に衝撃を与えると急速に凍結を始めて氷となるが、着氷性の雨も同様に樹木、地面、電線などの（0 °C以下に冷えている）物体に触れた衝撃で凍結する。このようにしてできる付着氷が雨氷である。なお、雨よりも小さな水滴でできている霧の場合にも起こりうる。過冷却状態にある霧を着氷性の霧という。着氷性の霧は、後述のように風速や気温などの条件次第で付着の様子が変わるため、雨氷に限らず、粗氷、樹氷にもなる。

### 名称
英語の気象用語ではglazeと呼ぶが、これは他に「上ぐすり（釉薬）」の意味があって、glaze iceとも呼ぶ。気象用語として定義されていない口語的呼び方にはclear ice、glazed frost、silver thawがあるほか、道路上の氷にはblack ice、樹木の氷にはsilver frostという呼び方がある。これらは、気象学的な雨氷以外の氷に関する現象を指す場合がある。ただし、航空の分野では航空機に付着する雨氷をclear iceと呼ぶことが定着している。また、着氷性の雨、霧雨、霧はそれぞれfreezing rain、freezing drizzle、freezing fogという。
明治時代に気象用語が決定される過程で錯綜があった。1873年の国際会議では当時の定義に基づき、ほぼ透明な付着氷をglazed frost、白色で比較的脆い氷をsilver thawとし、日本では1877年（明治10年）に前者が「凝霜」、後者が「樹氷」と訳されたが、2語は1915年（大正4年）に「雨氷」と「霧氷」に変更されている（霧氷#用語の変遷も参照）。「凝霜」は霜と混同して誤解を生むとされたことなどが背景にあった。「雨氷」は中国語の「雨淞」を移入し、一般的でない淞の字を変更したものである。英語の定義はのちにglazeに一本化される一方、着氷性の霧による白色で脆い氷がsoft rimeとなり、こちらに「樹氷」の訳語が継承され、気象用語ではなくなったがsilver thawには「白銀霜」の訳語が充てられている。

### 雨氷の性状
雨氷は、物体表面に硬く滑らかで透明な氷の層を作る。同じ着氷現象の一種である樹氷や粗氷とは、色や性質により区別されている。樹氷は白色不透明、粗氷は半透明なのに対して、雨氷は透明である。また樹氷より粗氷の方が固いがどちらも手で触れば崩れる程度の硬さであるのに対して、雨氷は固く手で触った程度では崩れない。色や脆さの違いは、気泡の含有率に起因している。樹氷は小さな気泡をたくさん含むため白色で脆く、粗氷は樹氷よりは固いがそれでも気泡を多く含むため半透明を呈する。一方の雨氷は気泡の含有率が低いため透明であり、氷が形成されるとき水滴同士が融合しあうため表面が滑らかになる。雨氷の密度は0.8から0.9程度で、純粋な氷とほぼ同じである。

#### 雨氷と似ているが異なる現象

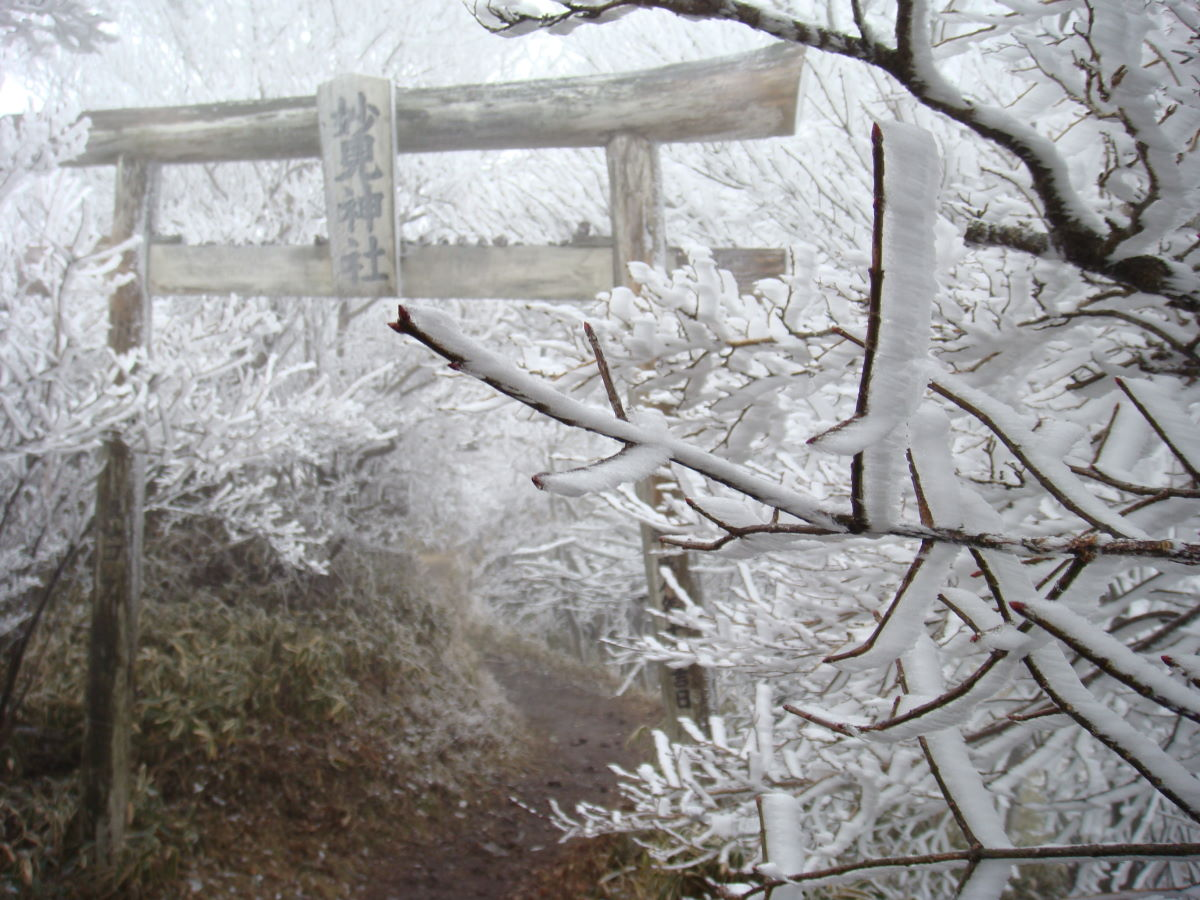
半透明の「粗氷」
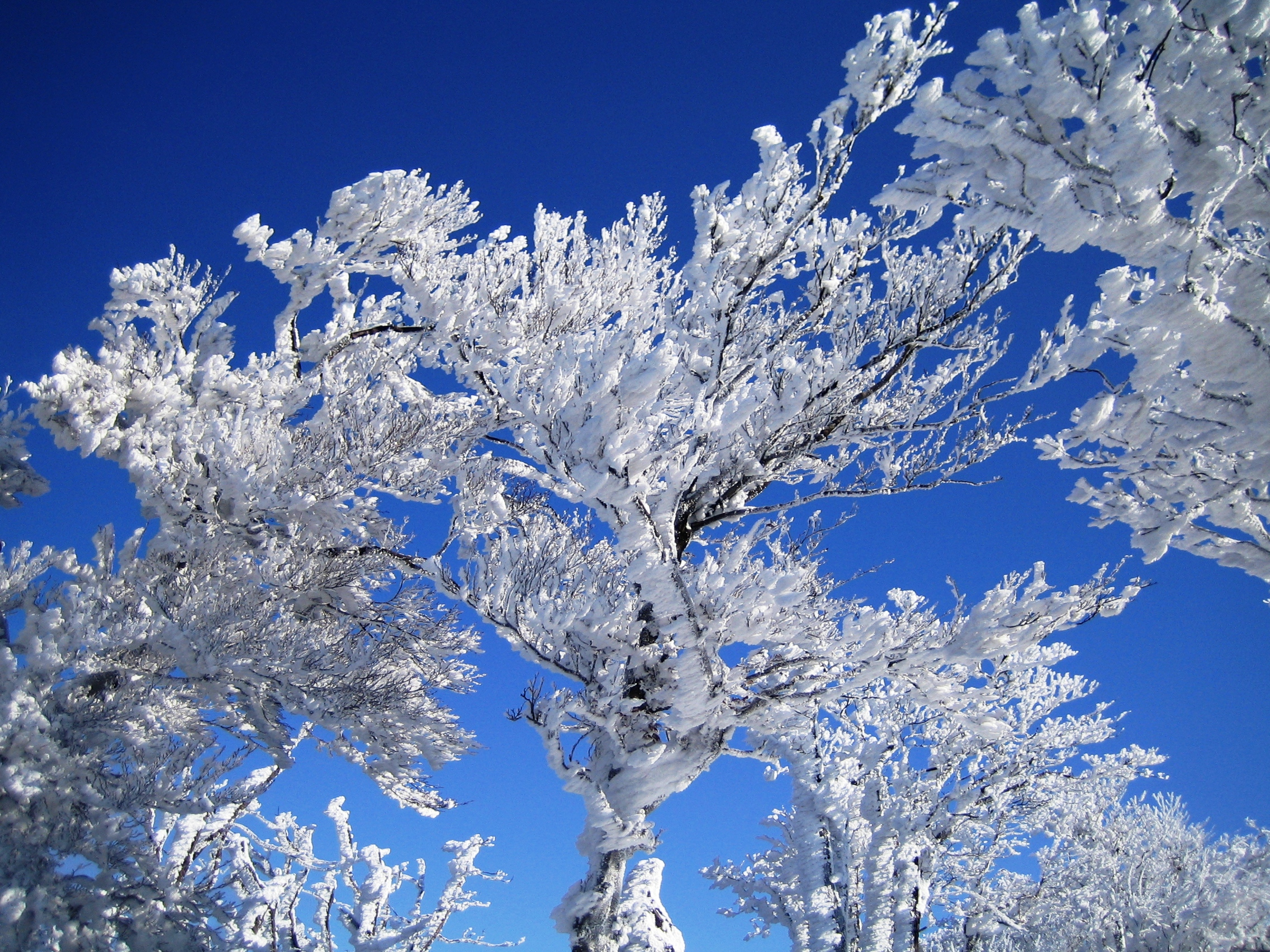
白色不透明の「樹氷」
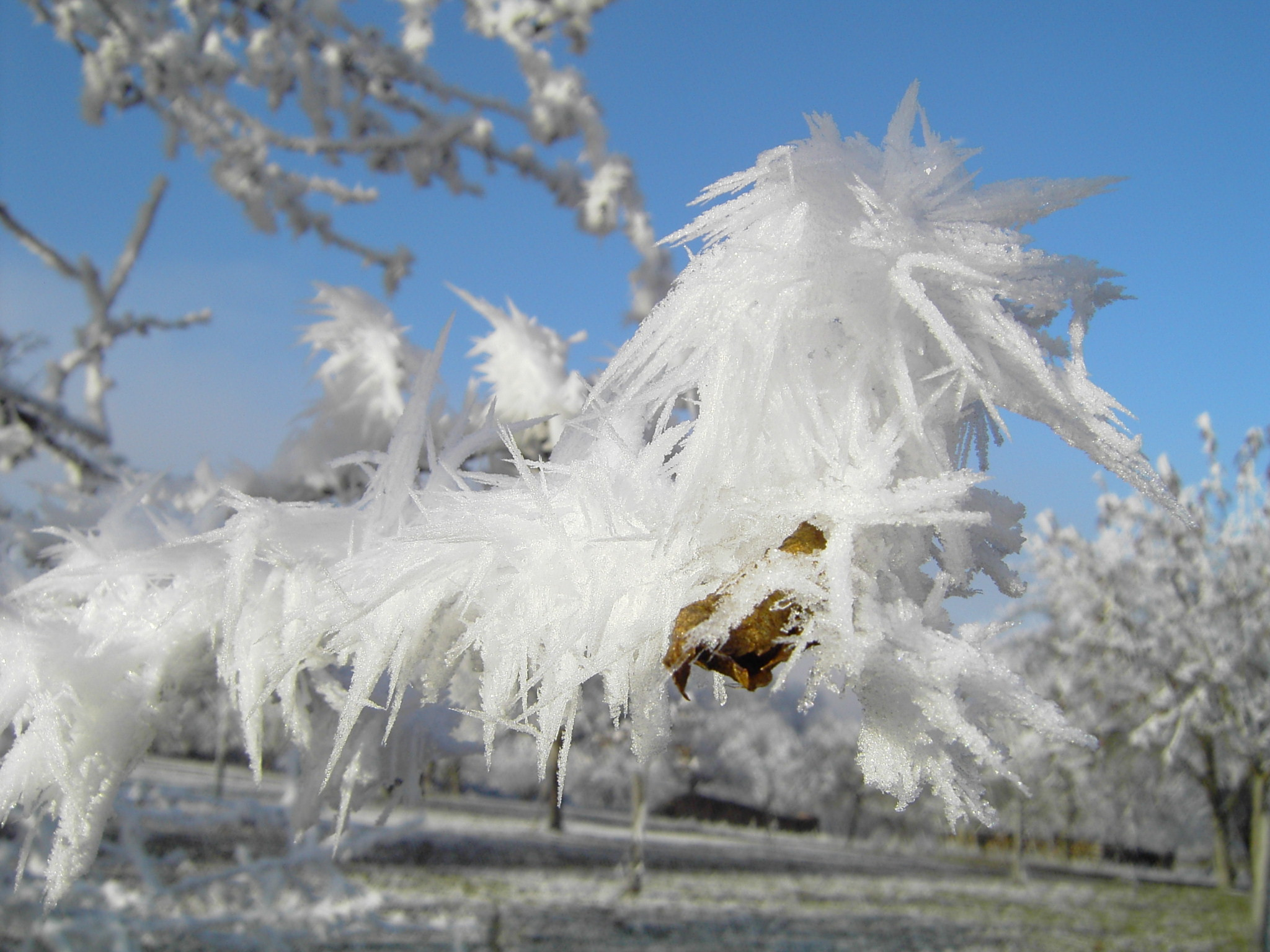
結晶構造が目立つ「樹霜」[注 1]
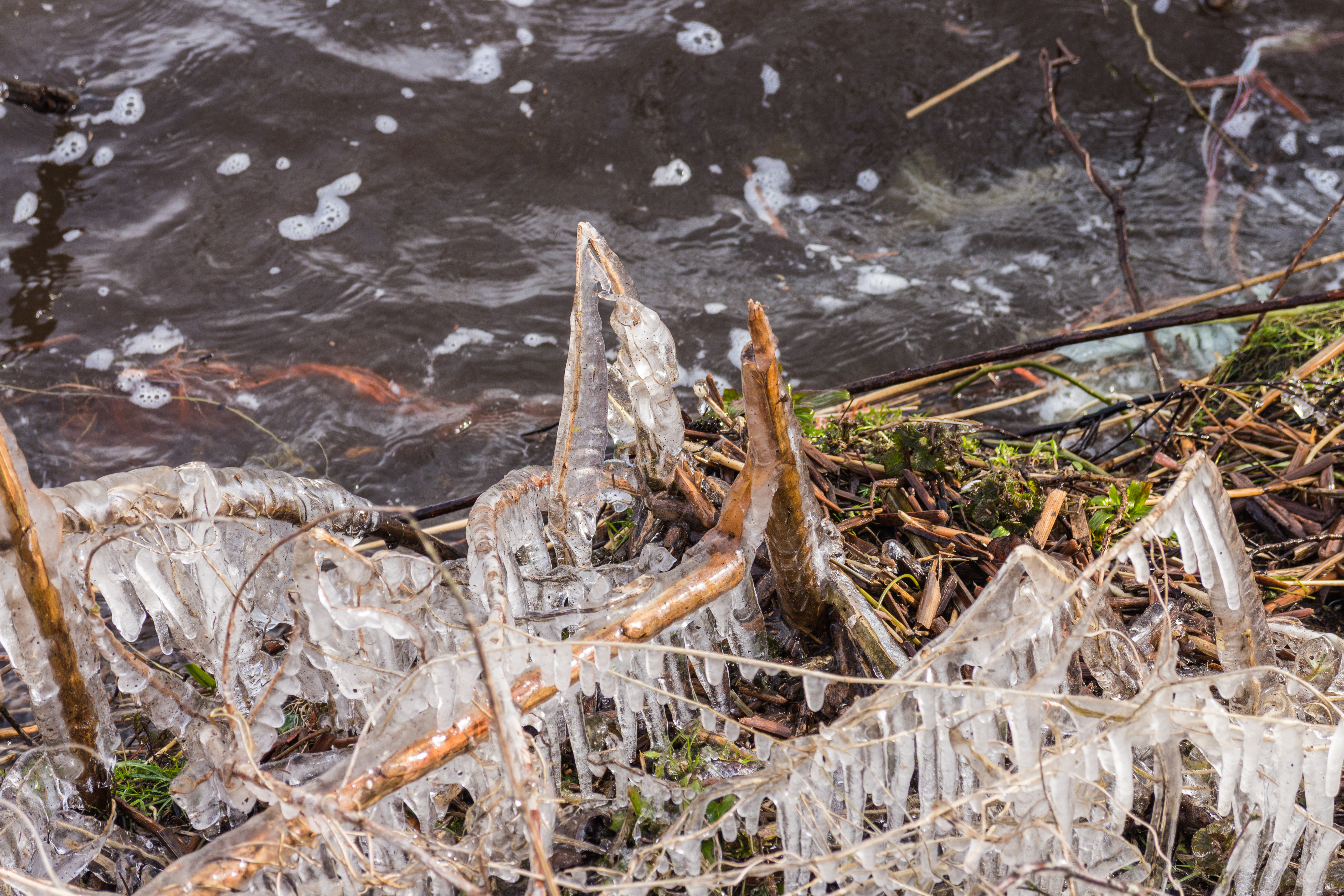
水辺の「しぶき氷」と「つらら」

降水以外、例えば海や湖の波しぶきなどの水も性状が似た氷を作ることがある。これも着氷の一種で、特に区別のため凍着、しぶき着氷、しぶき氷と呼んだりする。

### 特徴
着氷性の雨が発生する条件として、地上気温は0℃からマイナス数℃の狭い範囲に限られ、後述のように上空に適度な厚みの逆転層が存在することが必要である。ごくありふれた現象である雨や雪と比べて、雨氷は目にする機会が少なく、発生頻度も低いため、珍しい気象現象とされている。
低地の平野部よりも、地形に起伏のある山地などのほうが発生しやすい。これは起伏により逆転層が形成されやすくなることなどが原因である。
雨氷が物体に大量に付着すると、樹木の枝が重くなって折れ曲がったり、地面に氷の層を作って人の転倒や車両のスリップを引き起こすなど、被害を発生させることがある。一方、樹木などに付着した雨氷が美しい風景を作り出すという側面もある。着氷性の雨や霧は上空でも生じるが、これにより雨氷が航空機の翼などに付着して運行に重大な支障を引き起こす例がある。

## 形成過程

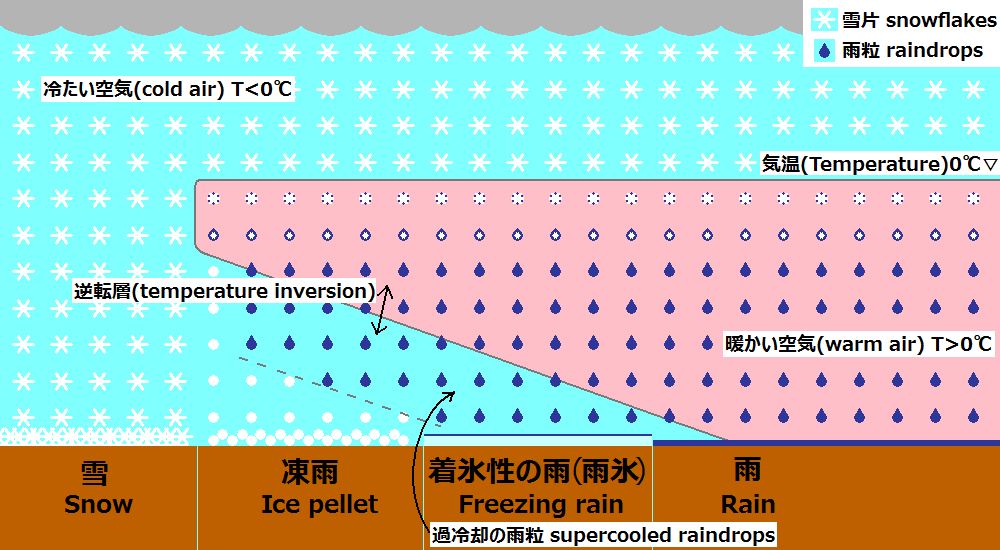
逆転層と降水の形の変化

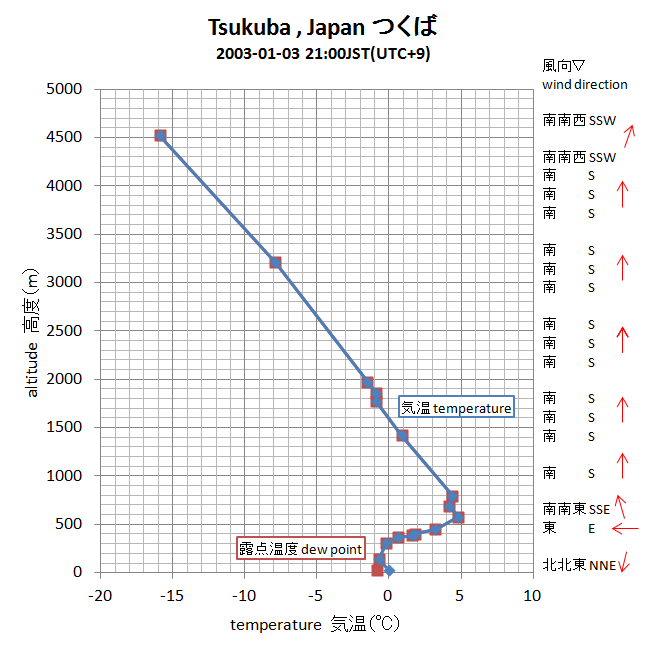
関東地方で着氷性の雨や凍雨が観測された2003年1月3日21時（日本標準時）の茨城県つくば市館野の高層気温・露点温度断面図（気象庁）。逆転層がある。

着氷性の雨の形成には2通りある。1つは雪が融けて生じるもので、上空で生成された雪が落下する間に融ける「融解過程」を経る。融解過程には、上空に逆転層が生じることが必要である。もう1つははじめから過冷却の状態にあるもので、始めから過冷却の水滴として雲の中で水滴が発達し、地上に達するものである。このプロセスは「過冷却の暖かい雨（supercooled warm rain process, SWRP）」と呼ばれている。
着氷性の霧の場合、はじめから過冷却の「過冷却の暖かい雨」である。

### 雪が融解して生じる着氷性の雨
通常、大気は上に行くほど気温が下がるが、たとえば上空の高さごとに風向が異なり、上下の冷たい空気の層（冷気層）の間に暖かい空気の層（暖気層）が侵入すると、逆転層が発生する。逆転層発生の要因は、ほかにも地形による寒気のブロックなどがある。
上下の冷気層が気温0℃以下、真ん中の暖気層が気温0℃以上のとき、上の冷気層の雲から雪が降ると、暖気層で融解して雨、冷気層で再冷却され着氷性の雨となる。
雪（固体）→加熱による融解→雨（液体）→冷却→着氷性の雨（過冷却の液体）
ただし、前記のような逆転層があっても、必ずしも着氷性の雨にはならない。逆転層があっても、暖気層で雪が完全に融けないで雪となる場合もあれば、冷気層で凍結してしまい氷の粒が降る凍雨として観測される場合もあるからである。実際、着氷性の雨より凍雨の方が遥かに発生頻度は高い。
暖気層の厚さや気温の目安として以下のような研究がある。
- 1956年3月19日、20日に着氷性の雨により筑波山の山頂を含む標高700メートル以上の地域に雨氷が発生した例では、雪の結晶が最初に生成される雲頂（雲の最高部）高度6,000メートル、0℃以上の暖気層が3,000 - 1,400メートル、0 ℃以下の冷気層が1,400 - 800メートルであった。仮に雨粒の直径を1ミリ、落下速度を毎秒6メートルとすれば、暖気層で融解した雨粒はおよそ100秒かけて過冷却となり、標高700 - 800メートルの地表に達して雨氷を生じさせる[19]。
- アメリカのいくつかの都市で着氷性の雨発生時の大気構造を調べた調査では、暖気層は厚さ平均1,300メートル、暖気層気温の最高値は（地表からの）平均高度1,100メートル付近で約3.2℃、また冷気層は厚さ平均600メートル、冷気層気温の最低値は平均高度200メートル以下のことが多く約-2.9℃、また地表気温の平均は約-1℃であった。地点による差も大きいことが示された[20]。
- アメリカ・カナダで着氷性の雨の発生時の地上の気温を調べた研究では、約8割が1から-5℃の間、約2割が-5℃未満で、わずかに1℃以上の事例もあった[21]。

### 「過冷却の暖かい雨」
雲や雨粒のような大きさや存在環境では過冷却の水滴が珍しくないことは上述の通りである。たとえば一般的に雲の中では、0℃から-4℃程度では水滴のほとんどが過冷却であり、気温が低くなるにつれて少なくなるが、-20℃程度までは過冷却の水滴が存在する。なお、実際にはこの種の雲はおおむね雲頂の気温が-10℃より高いことが知られている。これが成長し、過冷却を保ったまま降って地上に達した場合、あるいは上空で航空機への着氷などとして観測されれば着氷性の雨になる。この種の着氷性の雨は水滴の直径が小さく、雨というよりも霧雨に分類されるものがほとんどである。
過冷却の水滴を含む雲は、山地などの地表に現れると着氷性の霧として観測される。

### 着氷性の霧

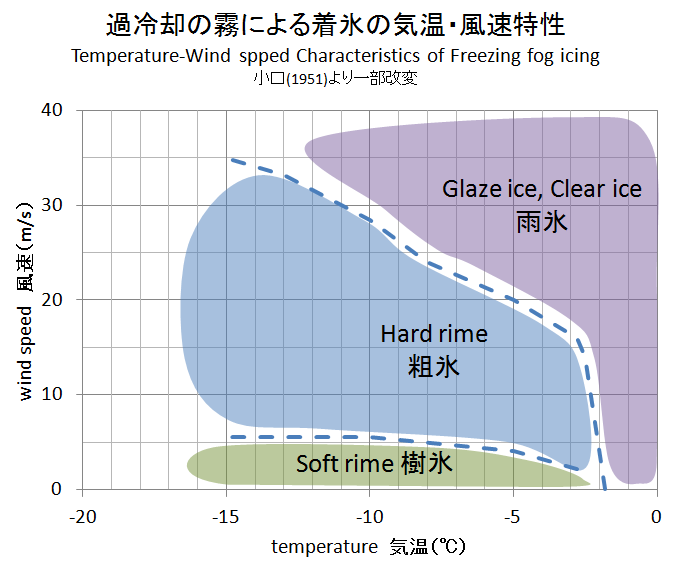
着氷性の霧と気温・風速の関係を示したグラフ（小口、1951年を一部改変）

着氷性の霧は条件により、雨氷・樹氷・粗氷になる。3者の違いは気泡の含有率にあるが、これと相関性が高いのは付着成長していくときの気温と風速である。気温が高いほど、また風速が速いほど、気泡が少ない傾向にある。ある研究によれば気温-2℃以上では風速に関係なくほとんどが雨氷になり、気温-2℃から-4℃の間では風速により雨氷と粗氷に分かれ、気温-4℃以下ではほとんど雨氷は発生しない。

### 氷の形成

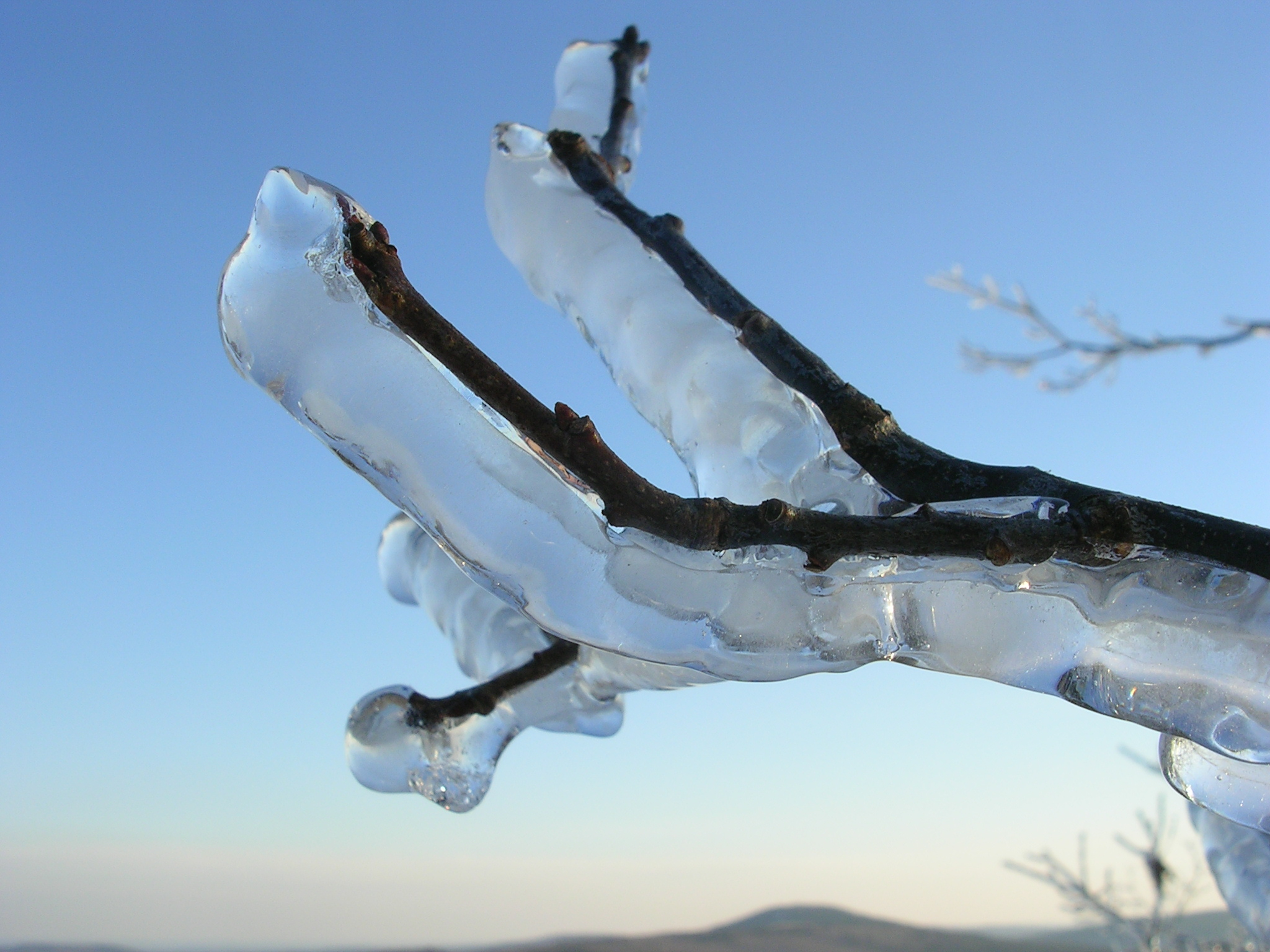
枝の左側に多く雨氷がついていることから、右方向からの風によって付着したと推測される

着氷性の雨や霧が物体に付着してから完全に凍結するまでには、多少の時間がかかる。この時間は、凍結に伴う潜熱放出による加熱、蒸発に伴う潜熱吸収による冷却などの熱のバランスに左右され、湿度・気温・風速などに相関性がある。凍結速度が遅いと、枝の表面などでは水の部分は重力により落下していくほか、氷の表面は濡れた状態である。
着氷性の雨（過冷却の液体）→物体表面に付着→冷却による凍結→雨氷（固体）
なお、雨氷の凍結を決定する熱的な収支バランスは、顕熱フラックス {\displaystyle Q_{s}}、潜熱フラックス {\displaystyle Q_{l}}、雨氷の凍結に必要な熱量 {\displaystyle Q_{f}} の3つの和により表され、木の枝など円柱表面における算出式は以下のようになる。この値が負で値が大きいほど、凍結は速いと考えられる。
{\displaystyle Q_{s}=-\pi h_{a}\Delta T\ \mathrm {(W/m^{2})} } …（{\displaystyle h_{a}} は大気の熱交換係数 (W/(m2・℃))、{\displaystyle \Delta T} は大気と雨氷表面の温度差 (℃)）
{\displaystyle Q_{l}=-\pi L_{e}h_{v}\Delta \rho _{v}\ (\mathrm {W/m^{2}} )} …（{\displaystyle L_{e}} は水の蒸発潜熱 (J/kg)、{\displaystyle h_{v}} は水蒸気の交換係数 (m/s)、{\displaystyle \Delta \rho _{v}} は水蒸気密度の差 (kg/m3)）
{\displaystyle Q_{f}=L_{f}w} …（{\displaystyle L_{f}} は水の凍結潜熱 (J/kg)、{\displaystyle w} は降水フラックス (kg/(m2・s)）
気温と物体表面の温度が低いなどの条件が整うと、着氷性の雨は物体に付着してすぐに凍結し、次々と積もって厚い氷として成長していく。屋根や壁のような平面の物体では低い方へ広がりながら凍結していく。電線や木の枝のように細長い物体ではそれを取り巻くように凍結する。時には氷柱）のように滴りながら成長したり、風のある場合は風上や風下に偏って成長したりする。地面に積もる量としては、極度に激しい雨氷の場合、最大でおよそ4 - 6インチ（10 - 15センチメートル）程度の厚さになった記録がある。
物体温度に関して気象庁の『気象観測の手引き』では、0℃を下回るか0℃よりわずかに高く、雨粒が過冷却でない場合は必ず0℃を下回るとしている。
ちなみに、雹（ひょう）の成長は雨氷や霧氷と同じプロセスによるもので、透明・半透明の層が重なるのは雹が異なる着氷条件下を行き来することを示す。

## 雨氷をもたらす天候
着氷性の雨が降ったときの特徴として、低気圧や前線の通過といった総観スケールの気象状態、より小さなスケールの地形の影響などがある。
また目安として、気温分布図では0℃の等温線付近、降水分布図では雨と雪の境界付近、風向分布図では風向が急変するウインドシアの近傍にそれぞれ着氷性の雨が分布することが多く、分布域は前線に平行することが多い。分布域はふつう細長く幅は狭いが、北極に近い高緯度地方では、幅50キロ以上の広範囲にわたって着氷性の雨が降ることもある。また凍雨は着氷性の雨と似た条件で発生するため、似たような分布を示すことが多い。

### 総観スケールの気象
総観スケールの気象は地域により差異があるため一概には言えないが、いくつかの例を挙げる。
日本においてはおもに2つの様式が多い。1つは海に面した平野部で、下層に北寄りの風による寒気の移流、中層に南寄りの風による暖気の移流があって、そこに逆転層が生じる様式、もう1つは内陸の盆地で、弱風下で下層の盆地内に寒気が滞留していて（「冷気湖」という）、中層に南寄りの風による暖気の移流があって、そこに逆転層ができる様式である。天気図で見ると、大局的には日本海と本州南岸の2つの低気圧が並んで東進する「二つ玉低気圧」の時に起こる場合が多い。また着氷性の雨の分布は、低気圧の東側にある温暖前線の寒気側から低気圧の周囲付近にかけての細長い地域となる場合が多い。
アメリカではいくつかの様式がある。前線を伴った低気圧の北側（温暖前線や停滞前線の寒気側）で発生する様式、大陸に張り出す高気圧の辺縁部（寒冷前線の寒気側）で発生する様式、大陸を東進する低気圧と東海岸の高気圧との間で発生する様式、アパラチア山脈による寒気のせき止めにより発生する様式である。

### 地形

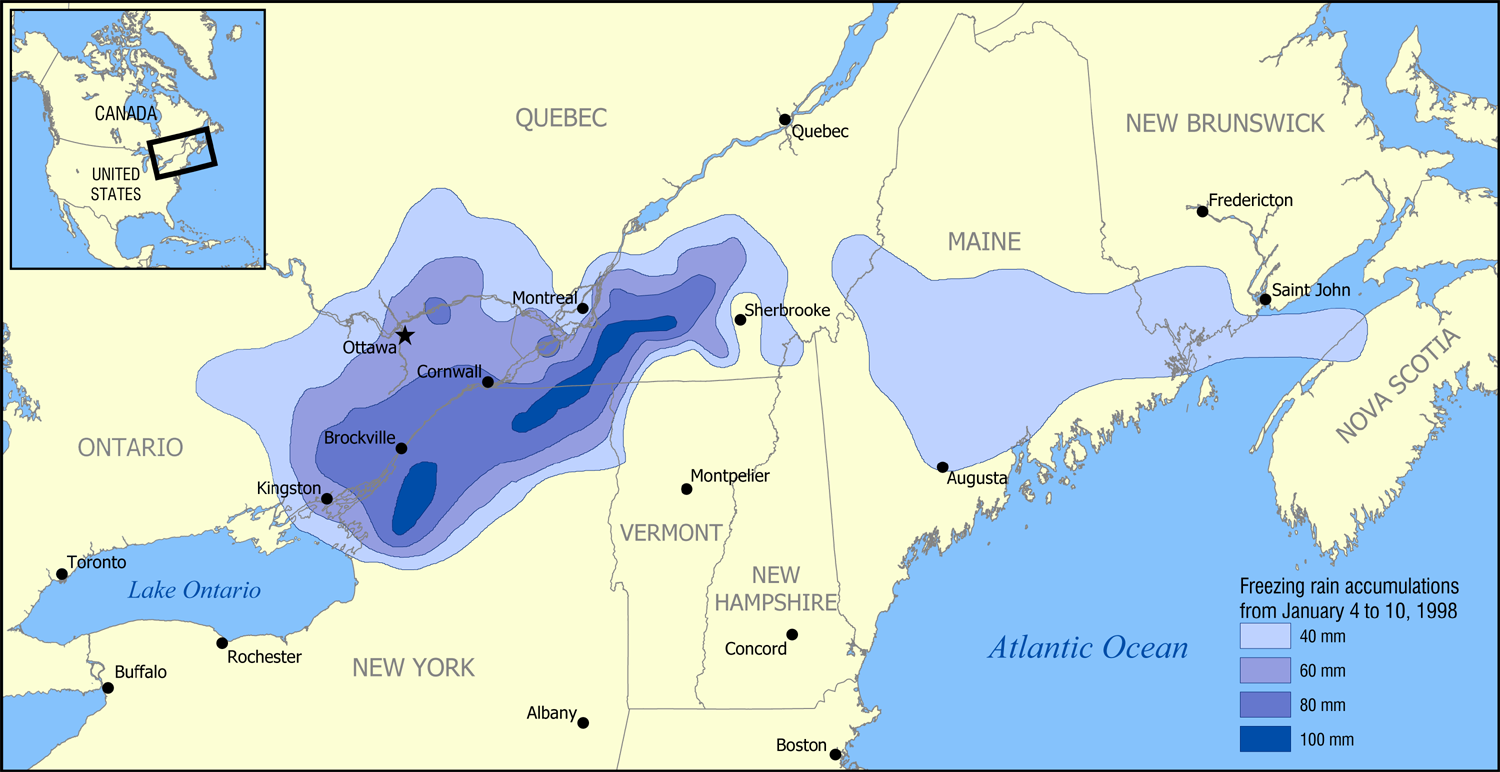
1998年1月、カナダ南東部からアメリカ北東部にかけて発生した大規模な雨氷の降積量を示した地図。セントローレンス川流域に被害が集中している。

山地など起伏のある地形の場所では、斜面を空気が上昇すると空気かかき混ぜられて逆転層ができ、雨氷が発生することがある。一般的に、標高が高いほど雨氷が発生しやすい。たとえば日本で雨氷被害の多い長野県では、雨氷の発生日数が標高に対応して分布するという報告がある。ただし、ある程度の高さを超えると逆に発生しにくくなることがある。これは逆転層のできやすい高さがあり、標高が高くなると逆に暖気層に覆われることが多くなるためとみられている。また、山の斜面沿いでは一時的に狭い範囲で逆転層が発生し、山の斜面のある高さの付近あるいは片側だけ、雨氷が発生した例もある。
一般的に起伏のある地形では樹氷や粗氷も発生しやすいが、例年のように樹氷が現れる場所で同様に雨氷が見られるかと言えばそうではない。雨氷は条件が非常に限定的なため、限られた狭い地域で偶発的に発生し、年々変動が大きい。

## 地域性・季節性
広域的には、アメリカ、カナダ、ヨーロッパ、中国、日本など、各地で発生例が報告されている。特にアメリカとカナダにまたがるセントローレンス川沿岸ではよく発生することが知られている。セントローレンス川沿岸に位置するモントリオールでは、年間約12 - 17回、時間にして年間計約45 - 65時間という頻度で雨氷が発生する。
アメリカで1948年から2000年の着氷性の雨の年間平均発生日数を調べた調査では、最多のアディロンダック山地南部で7日、ミズーリ州からペンシルベニア州までの帯状の地域およびアイオワ州・ミネソタ州西部で5日などとなっている。同様にカナダで1961年から1990年の着氷性の雨・霧雨の年間発生日数を調べた調査では、ニューブランズウィック州、ノバスコシア州、ニューファンドランド島東部で年間50日（着氷性の雨に限っても25日）などとなっている。
日本では、長野県で特に多く報告され多いところでは年平均2、3回の発生がある。また、1989年から2003年に気象台や測候所のある都市の着氷性の雨・霧雨を調べた調査において、中部から東北にかけての山間部や東北と北海道の太平洋側平野部のいくつかの都市で4、5年に1回程度の発生が報告されているほか、被害をもたらすレベルの雨氷は国内で10年に1件程度という調査がある。
時期については、研究報告のある北半球では、冬季に発生のピークがくる地域が多いが、北極に近く寒冷な地域の中には夏季にピークがくるところもある。

## 予測
着氷性の雨の予測では、気温・湿度・風向風速の鉛直分布や面的な分布を通して、逆転層とそれに沿う着氷性の雨の出現域を解析することが行われる。これらのデータは気象レーダーや地上気象観測、高層気象観測などによって収集される。
また、着氷性の雨に伴い、気象レーダーで融解途中の雪や霙などが乱反射を起こすことによるブライトバンドと呼ばれるエコーが観測されることがある。ただし、着氷性の雨の前段階ではない雪や霙にも反応するため、ブライトバンドがあるから必ず着氷性の雨が降るというわけではないので注意を要する。

### 警報・注意報
アメリカでは、着氷性の雨または着氷性の霧雨によって道路等の凍結で交通状況が悪くなることが予想される場合に「Winter Weather Advisory」、雨氷が1/4インチ（約6.3ミリ）以上積もることが予想される場合に「Ice Storm Warning」が、アメリカ海洋大気庁（NOAA）の気象局（NWS）によってそれぞれ発表され、警戒が呼びかけられる。カナダでは、7時間以上着氷性霧雨が降り続くことが予想される場合や大量の着氷性霧雨が降ることが予想される場合は「Special Weather Statement」に付随する注意情報または「Freezing Drizzle Warning」が、1 - 4時間以上着氷性の雨が降り続くことが予想される場合や2ミリ以上雨氷が降り積もることが予想される場合は「Freezing Rain Warning」が、カナダ環境省の気象局（MSC）によってそれぞれ発表される。
日本では、着氷全般（雨氷以外の霧氷・樹氷・粗氷・樹霜、融雪の再凍結なども対象としている）に注意を呼びかける着氷注意報というものがあり、雨氷の発生が予測される場合に出される注意報・警報などではこれがもっとも重い。着氷注意報の発表基準は都道府県や地域によって異なり、（24時間降雪量などが基準になる）大雪警報発表時に気温が-2℃から2℃となる場合（大雪注意報まで含めたり、湿度90%以上という条件を付加したものもある）、大雪注意報発表時に気温が-2℃以上となる場合、著しい着氷が予想される場合、気温0℃付近で並以上の雪が数時間以上降り続くと予想される場合、船への着氷のみを対象に発表する場合などがある。また、着雪注意報という類似の注意報があり、この基準のみを定めて着氷注意報の基準を定めていないところや、両方とも定めていないところもある。

## 雨氷による災害

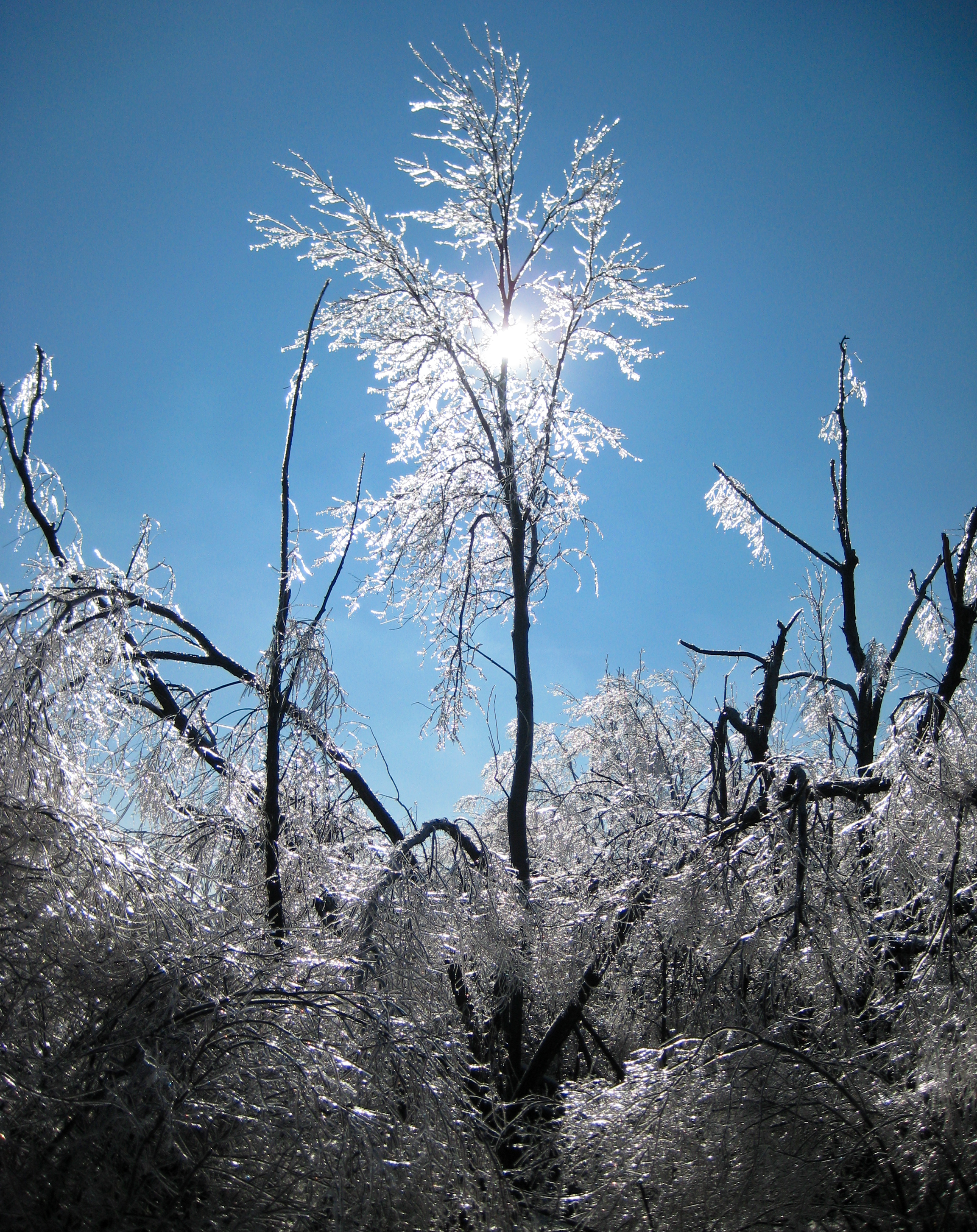
雨氷の重さで垂れ下がり、折れた木の枝々

雨氷ができたあと、気温が上昇するなどして氷が融けてしまえば大きな被害は発生しない。しかし、たとえばカナダ・アメリカでは、着氷性の雨の約45%が1時間以内、約90%が5時間以内に終わってしまうという研究があり、長時間続くと被害が大きくなる。
雪や霧氷などに比べて雨氷は密度が高く、固い。雨氷による被害の主なものとして、樹木の被害、電力網への被害、交通の支障、人的被害等など挙げられる。北東部を中心に被害が多いアメリカでは、着氷性の雨を伴った天候をアイスストームと言うが、1949年から2000年までの間にアイスストームによる損害額は163億ドル（2000年時点）に上るとされ、同国内の気象災害によるけがの20%がアイスストームによるものだという報告もある。

### 山地での被害
雨氷は高山で発生することが多いため、山地で局地的に雨氷が発生し、樹木への被害をもたらす例が多数報告されている。雨氷が樹木にもたらす被害は、枝のみが折れる軽微なものもあるが、傾いたり、大きく曲がったり、地面に倒れこんだり、根ごと倒れたり、途中で折れたりといった深刻なものもあり、林業にとっては大きな打撃となる。
雪が樹木の上部や外部にのみ付着するのに対し、雨氷は樹木の枝葉1つ1つに氷がついて重くなるため、雪の半分程度の降水量で折れ曲がったり倒壊したりしてしまう。ある調査では、樹木に付着する雨氷の重さは、平均で木の総重量の5 - 16倍に達していたといい、15メートルの木に総重量4.5トンの雨氷が付着した例もある。日本における事例では、森林に被害を与える気象現象の中で雨氷は珍しい部類ではあるが、北海道、岩手、長野などで詳しい記録がある。なお、雨氷で森林被害が生じても氷が解けるとそれが雨氷が原因であったことがわからないこともあるため、報告されていないものもあると考えられている。北海道のカラマツ人工林で行われた被害調査では、同年齢の樹木の中で太く高いものが被害を受ける事例、逆に細く低いものが被害を受ける事例、また樹勢に関係なく被害を受ける事例があり、樹勢よりも風や付着の仕方などの気象条件の方が雨氷被害との相関性が高いと報告されている。
2016年1月末に長野県中部で発生した雨氷による倒木被害は標高800 - 1,100メートルの範囲に被害が集中していたが、このように雨氷による倒木被害が一定の標高に集中するのは、標高がより高い場所では雨粒が雪になり、標高がより低い場所の地表付近は気温が高く雨氷現象が起こらなくなるためという見方がある。

### 居住地での被害

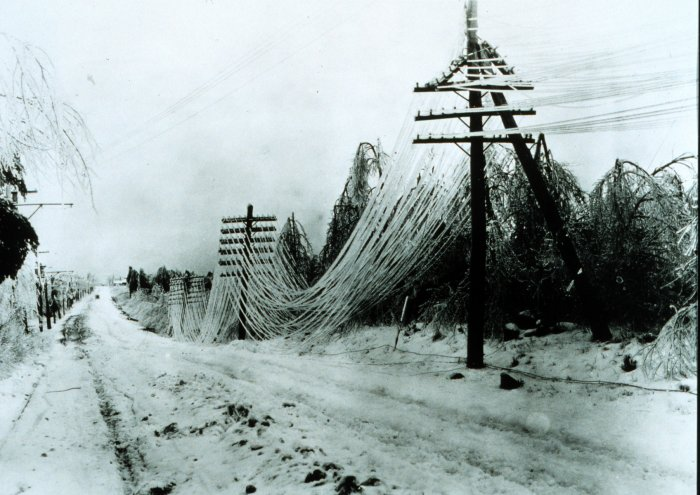
雨氷の重さで地面近くにまで垂れ下がった電線

市街で発生した場合は、特に被害が大きくなる。氷が電線に付着して電柱が倒壊し、氷の量が多い場合には送電線の鉄塔でさえ倒れることもある。鉄道の架線に付着した場合は、給電がストップして運行ができなくなるが、雨氷を取り除く作業は着雪などに比べて時間がかかり、運行再開は遅れがちになる。また、電線の一定の方向にだけ雨氷が付着すると、強風によりギャロッピング現象と呼ばれる振動現象を起こし、電線同士が接触するなどしてショートし、断線することがある。
雨氷が道路を覆うと、表面は硬く滑らかなため非常に滑りやすい状態となり、車はスリップし、歩行者も転倒しやすくなる。雨氷に覆われた道路の制動距離は、乾いている場合の10倍、雪に覆われている場合の2倍といわれている。雨氷は表面が滑らかで透明なうえ、雪が降るとすぐ覆い隠されてしまうため、道路が雨氷に覆われていることに気付かないことがある。また、気づいていても滑りやすいため、誤ってけがをしてしまうことが多い。戸外での移動に際しては、靴や車のタイヤのスリップ対策が必要になる。また、鉄道の線路や飛行場の滑走路も凍結した場合、交通網の深刻な停滞・麻痺を来たす。
また、特に雨氷の場合に留意しなければならないのが、停電に伴う影響である。雨氷は電線に付着して停電を起こしやすいため、ガスや電気の代わりとして暖房に火を使うことになる。それによって火災の危険性が高まり、締め切った室内で暖房器具や発電機を使うことで一酸化炭素中毒の危険性も高まる。1998年1月上旬に北米を襲ったアイスストームでは、多数の一酸化炭素中毒患者が出ている。

### 航空機への被害
地上に限らず、上空でも雨氷の付着被害が発生する。航空機に雨氷が付着すると、視界が悪くなったり、機体の重量や空気抵抗が増加したり、翼に付着して揚力を低下させたり、ジェットエンジンやプロペラに付着して出力を低下させたりして、航行に支障が生じることがある。その他の着氷も航行への支障の原因となるが、付着速度は雨氷がもっとも速く、氷が硬く取れにくいため、もっとも厄介な着氷とされる。現在では航空機の防氷システムが普及しており、中型機ではおもに防氷ブーツ、大型機ではおもにヒーターや空圧を利用した機構により着氷を防止したり、氷を除去（除氷）したりしている。
なお、航空機においては地表では凍雨として観測されていても上空では着氷性の雨という場合があり、予報の際には凍雨を含めて考える必要がある。

## 雨氷のもたらす景色と文化
雨氷が物体に付着すると、独特の景色が現れる。木々に付着した雨氷は、透明な氷の層を形成し、光が当たるとガラスのように光り輝く。また、山の斜面に帯状の雨氷ができ、それが白く輝いて見えることがある。これらは観光や自然観賞の対象となり、寒い時期に見られる美しい景観として親しまれている。中国の廬山や黄山をはじめとして、山でよく見られる景観として捉えられている地域もあれば、平野部の居住地でも身近に見ることができる景観としてとらえられている地域もある。雨氷は冬の季語となっている。
なお、古代日本では和名類聚抄にも記載されているように雹、霙あるいは氷雨（冷たい雨）の意味で「雨氷」という語が用いられたこともあるが、これは現在の用法とは直接の関係はないとされる。
着氷性の雨や雨氷をテーマとした文化作品や芸術作品を以下に挙げる。
- 『雨氷の朝』（詩） - 尾崎喜八 『自註富士見高原詩集』、1969年、日本
- 『Freezing rain』（歌） - m.o.v.e アルバム『Deep Calm』、2004年、日本
- 『Freezing Rain Freezin'』（歌） - トロイ・グレゴリー（Troy Gregory）、2002年、アメリカ

- 花や葉の表面を覆う氷
- 小型のリンゴ（crab apple）に付着した雨氷
- 雨氷と氷柱がついた枝
- 着氷性の雨のあとの公園の様子

## 過去に起こった雨氷の例

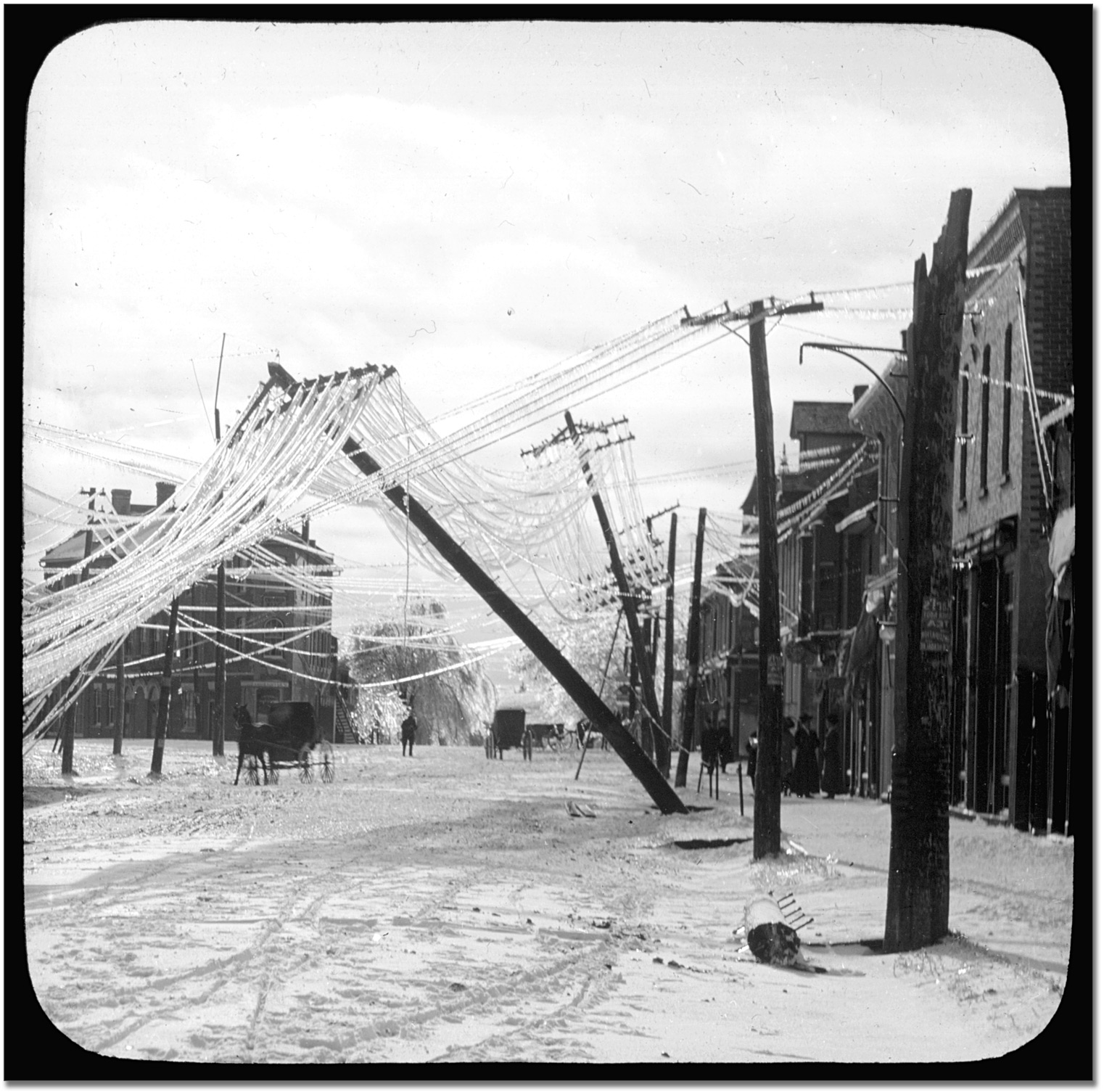
雨氷の重さで傾いた電柱（20世紀初頭のカナダ・オンタリオ州にて）

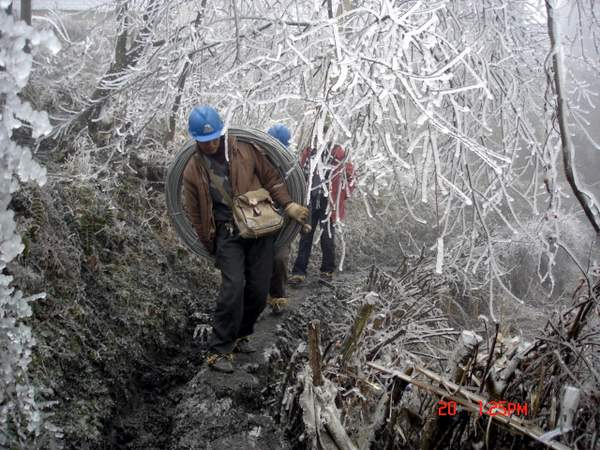
2008年冬の寒波の際に発生した雨氷（中国貴州省畢節地区の林にて）

北米やヨーロッパでは、冬を中心に、低気圧の通過時に平野部でも雨氷が発生することがある。以下に顕著な被害を出した例を挙げる。

### ヨーロッパ
- 1867年1月22日 - イギリス・ロンドンで雨氷が発生、道路が氷に覆われ滑って車や場所の往来ができなくなった[14]。
- 1875年1月1日 - イギリス・ロンドンで1867年と同じような雨氷が発生した[14]。
- 1879年1月22日 - 24日 - フランス・パリで着氷性の雨により大規模な雨氷が発生。広い範囲で30時間にわたって降り続け、氷の厚さは20 - 40ミリ、電線の氷の直径は38ミリに達した。このとき気温は-3℃程度、雨の温度が-4℃から-5℃程度であったという[14]。
- 1905年11月18日 - 19日 - フランス アルザス＝ロレーヌで広範囲にわたり雨氷、氷の厚さは10ミリに達した[14]。
- 1991年12月27日 - スカンジナビア航空751便が主翼に雨氷を付着させたままストックホルム・アーランダ空港を離陸、2基あるエンジンの双方が雨氷を吸い込んで故障した。機体は空港近郊の平原に不時着、大破したが、乗客・乗員129人に死者は出なかった（スカンジナビア航空751便不時着事故）。
- 1996年1月23日 - 24日 - イギリス・ウェールズからイングランド中南部にかけての地域で雨氷が発生、各地で停電や交通障害が発生した[52]。

### 北アメリカ
- 1994年10月31日 - アメリカ・インディアナ州上空を飛行中のアメリカン・イーグル4184便が雨氷に遭遇し、着氷により操縦不能になった。同州ローズローン近郊に墜落、乗客・乗員68名が死亡（アメリカン・イーグル4184便墜落事故）[53]。
- 1998年1月5日 - 10日 - カナダ南東部・アメリカ北東部の広範囲で雨氷（アイスストーム）が発生、特にセントローレンス川沿岸で数十ミリの雨氷が降り積もった。停電により約400万人が影響を受け、46人が死亡、被害額は数十億ドルに達した[54]（North American ice storm of 1998）。

### アジア

#### 日本
日本でも、雨氷の観測や、雨氷被害の報告が多数ある。山地で局地的に発生することが多いため、集落や都市部で見られることは少ない。以下におもな例を挙げる。
- 1902年1月8日 - 関東地方のおよそ100キロ四方、東京を中心に東西は土浦から小田原、北は浦和におよぶ非常に広い範囲で雨氷が発生、樹木や地面が氷に覆われ、電線に被害が出た[13][14]。
- 1914年3月7日 - 北海道旭川や根室で深夜から昼頃にかけて着氷性の雨が降り雨氷が発生、旭川では厚さ10ミリ程度の雨氷が付着し、電線の切断や電柱の倒壊も発生した[14]。
- 1954年2月27日 - 28日 - 北海道上川支庁で南北約160キロにわたる範囲で雨氷、森林に被害が出た[13]。
- 1969年1月28日 - 29日 - 長野県の山間部でおよそ90キロ四方にわたって雨氷が発生、鉄道や電線、林業に被害を出した[48][13]。
- 1970年2月24日 - 25日 - 新潟県内陸部から長野県南東部で雨氷が発生[48]。
- 1980年3月22日 - 23日 - 長野県中部でおよそ70キロ四方にわたって雨氷が発生、鉄道や電線、林業に被害を出した[13]。
- 1987年2月27日 - 28日 - 熊本県阿蘇地方の阿蘇外輪山東側で局地的な雨氷が発生、人工林の杉などが折れ曲がるなどし、およそ1億6,000万円相当の被害を出した[55]。
- 1989年1月24日 - 宮城県仙台平野で雨氷が発生[48]。
- 1998年4月1日 - 2日 - 長野県中部で雨氷が発生、鉄道の運休、倒木による建物被害や1,000以上の停電、林業被害が生じた[56]。
- 2003年1月3日 - 4日 - 関東地方内陸部で雨氷が発生、朝から鉄道の不通や道路のスリップ多発など大きな影響が生じた[57][58]。
- 2016年1月29日 - 2月5日 - 長野県中部で雨氷が発生。松本市の扉温泉などで倒木により県道が塞がれ、住民と温泉客が孤立した。また松本地域の山岳部を中心に、倒木による停電や通行止めが相次いだ[59]。
- 2018年3月22日 - 阿蘇山で雨氷が発生[60]。
- 2019年12月14日 - 北海道釧路で雨氷が発生[61]。
- 2023年2月22日 - 長野県中部などで雨氷が発生。交通機関に影響が出た。

#### 中国
中国でも、雨氷の観測や被害例が多数ある。南方では「下冰凌」「天凌」「牛皮凌」、北京地方では「地油子」といった俗称がある。以下に顕著な被害を出した例を挙げる。
- 1893年1月17日 - 香港で雨氷が発生、草の表面には厚さ9ミリの氷、電線には厚さ15ミリ・下方につららのように長さ70ミリを超える氷が付着し、電線の切断も起きた[14]。
- 1914年11月2日 - 3日 - 奉天（瀋陽）で2日朝から3日朝まで着氷性の雨が降り雨氷が発生、地面の氷の厚さは10ミリ以上、電線の氷の直径は20ミリを超え、断線や電柱の倒壊、樹木の枝の折れなどが生じた[14]。
- 1972年2月末 - 華中から華南にかけての非常に広い範囲で雨氷が発生、広州市、長沙市、南京市、昆明市、重慶市、成都市、貴陽市、北京市にかけて通信障害が発生し、多大な損失が出た[50]。
- 2008年1月後半 - 記録的な寒波の影響で貴州省、安徽省、江西省、湖南省などで大雪や雨氷が発生し、停電やスリップによる交通事故が多数発生した[62]（2008年の中国雪害も参照）。

## 天気図・気象通報
国際気象通報式
国際気象通報式のSYNOPおよびSHIPにおいて天気の項では、
- 24.前1時間内に着氷性の雨または霧雨があった（しゅう雨性ではない）→
- 56.弱い着氷性の霧雨→
- 57.並または強い着氷性の霧雨→
- 66.弱い着氷性の雨→
- 67.並または強い着氷性の雨→

の5種類が、着氷性の雨や着氷性の霧雨を表す。なお、霰、雹、砂塵嵐、雷などが同時にあればそれが優先され違う表記となる。
METARやTAFでは、「特性」の欄のFZが着氷性を表す。「降水現象」の欄の雨を表すRA、霧雨を表すDZ、また「視程障害現象」の欄の霧を表すFGとそれぞれ組み合わせて、たとえば着氷性の雨であればFZRAと表記する。
日本式天気図・日本の国内気象通報式
日本国内の目視での「天気」観測における15種天気、国内気象通報の日本式天気図における21種天気では、いずれも着氷性の雨と普通の雨は区別されていない。前者では雨としか表現されない。後者では雨、霧雨、雨強しの3つのいずれかでしか表現されない。なおどちらも、雪や雷などほかの現象が優先される。天気観測のうち現象判別機能のある現在天気計による自動観測点では、着氷性の雨と着氷性の霧雨を検出して記録する。なお、有人気象観測点では天気とは別に「大気現象」としては着氷性の雨、着氷性の霧雨のほか、雨氷も記録している。